# Rali Dakar
O Rali Dakar (ou simplesmente O Dakar; anteriormente conhecido como Rali Paris-Dakar) é a mais longa prova de rali do mundo. A maioria dos eventos desde o início em 1978 foi realizada em Paris, França, e seguindo até Dakar, Senegal, mas devido à falta de segurança na Mauritânia, os organizadores cancelaram a disputa em 2008, realizando os eventos seguintes de 2009 a 2019 na América do Sul. A edição de 2020 foi realizada na Arábia Saudita. A competição é aberta a participantes amadores e profissionais, sendo os amadores representando cerca de oitenta por cento dos participantes.
O rali é um evento de resistência off-road. O terreno que os competidores percorrem é muito mais difícil do que o usado nos ralis convencionais, e os veículos usados são veículos off-road. A maioria das seções especiais competitivas são off-road, cruzando dunas, lama, grama de camelo e rochas entre outras. As distâncias de cada estágio percorrido variam de distâncias curtas até 800–900 km por dia.

## História e percurso

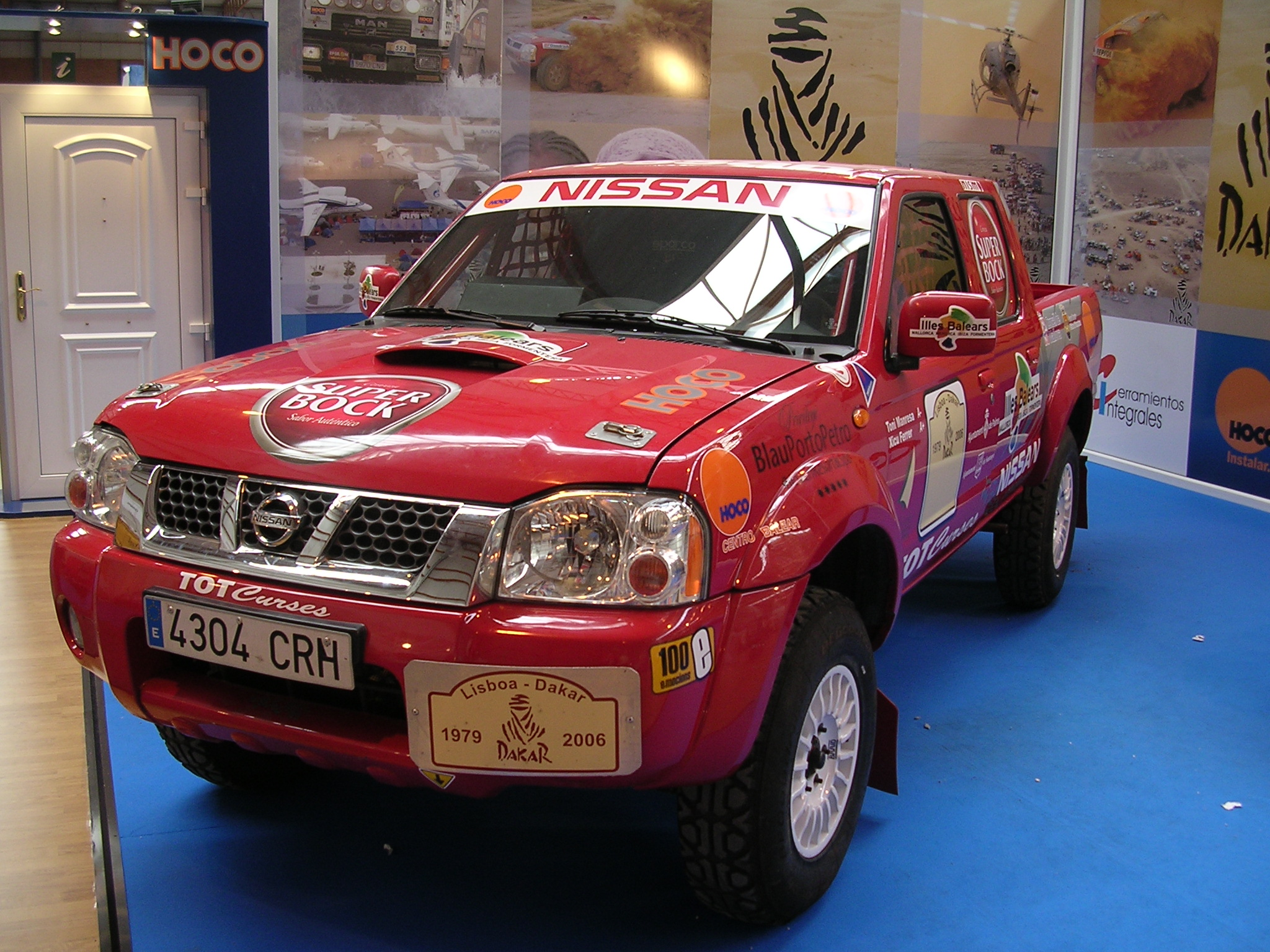
Nissan Navara

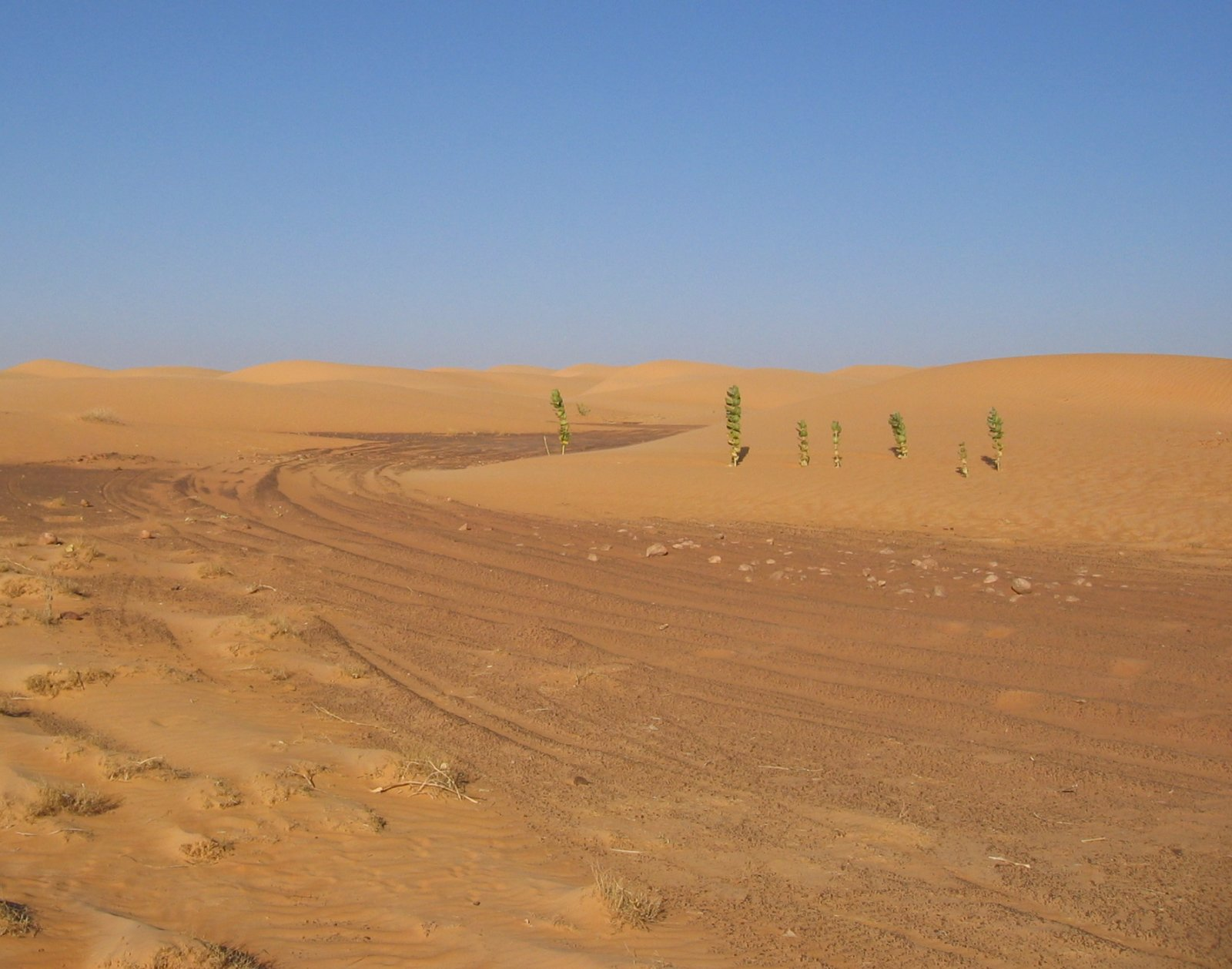
Rastros deixados na Mauritânia

A prova teve a sua primeira edição em 1979 (com início a 26 de Dezembro de 1978), um ano após Thierry Sabine se perder no deserto (quando participava do rali Abidjan-Nice, de moto) e decidir que aquele seria um bom percurso para um rali regular. De início, o rali partia sempre de Paris e terminava em Dakar, interrompendo-se a prova por um dia para fazer a travessia do mar do Mediterrâneo. Contudo, devido a razões políticas, de segurança, de patrocínios e outros fatores, a prova, incluindo o local de partida e de término, têm variado ao longo dos anos. Por exemplo, devido aos conflitos armados na Argélia, não tem havido passagens pelo seu território nas últimas edições.
A prova de 1994 foi a única vez em que o rali foi de ida e regresso a Paris. Devido a queixas do maire de Paris, o local de chegada teve de ser alterado, da Avenida Campos Elíseos em Paris, para o parque da EuroDisney. Isto levou a organização a escolher rotas distintas nos anos seguintes:
- 1999: de Granada a Dakar
- 2000: de Dakar ao Cairo (Egipto)
- 2001: de Paris a Dakar
- 2002: de Arras, no norte de França (160 km de Paris), por Madrid, a Dakar
- 2003: de Marselha a Sharm el Sheikh (Egipto)
- 2004: de Clermont-Ferrand a Dakar
- 2005: de Barcelona a Dakar
- 2006: de Lisboa a Dakar, entre 31 de Dezembro de 2005 e 15 de Janeiro de 2006, num total de 9 043 km
- 2007: de Lisboa a Dakar
- 2008: Cancelado por motivos de segurança.
- 2009: de Buenos Aires, passando por Valparaíso (Chile), até Buenos Aires
- 2010: de Buenos Aires, passando por Antofagasta (Chile), até Buenos Aires
- 2011: de Buenos Aires, subindo até Arica (Chile), e retornando a Buenos Aires
- 2012: Mar del Plata–Arica (Chile)–Lima
- 2013: Lima–Tucumán–Santiago (Chile)
- 2014: Rosário-Salta-Valparaíso
- 2015: de Buenos Aires, passando por Iquique (Chile), até Buenos Aires
- 2016: de Buenos Aires, passando por Uyuni (Bolívia) e Salta, até Rosário
- 2017: de Assunção, passando por La Paz até Buenos Aires
- 2018: de Lima, passando por La Paz até Córdoba
- 2019: de Lima, passando por Pisco, Arequipa e Tacna até Lima
- 2020: de Jeddah, passando por Riade até Al-Qiddiya
- 2021: de Jeddah, passando por Riade e Hail até Jeddah
- 2022: de Jeddah, passando por Hail e Riade até Jeddah

O primeiro Paris-Dakar partiu a 26 de dezembro de 1978. Dos 170 participantes de saíram de Paris, apenas 69 chegaram a Dakar. O evento reúne pelo menos 500 veículos, entre carros, motos e caminhões.
O percurso muda a cada ano (já variou de 8 500 a 15 000 km). Em 2003, o rali largou de Marselha, na França, e passou pela Espanha, Tunísia e Líbia até chegar em Sharm El Sheikh, às margens do rio Vermelho, no Egito.

### Crise na segurança e o cancelamento da edição 2008
O Rali Dakar 2008 foi cancelado a 4 de janeiro de 2008, devido ao receio de ataques terroristas. Isso causou sérias dúvidas sobre o futuro do rali. Vários jornais chamaram o cancelamento de uma "sentença de morte" para a corrida. Chile e Argentina se ofereceram para sediar o evento, juntamente com a República Checa, ou Hungria na Europa Central. A ASO (entidade organizadora) decidiu finalmente estabelecer a competição Dakar Series, cujo primeiro evento foi o 2008 Rali da Europa Central (Hungria-Roménia), entre 20 de abril e 26 de abril de 2008.

### América do Sul

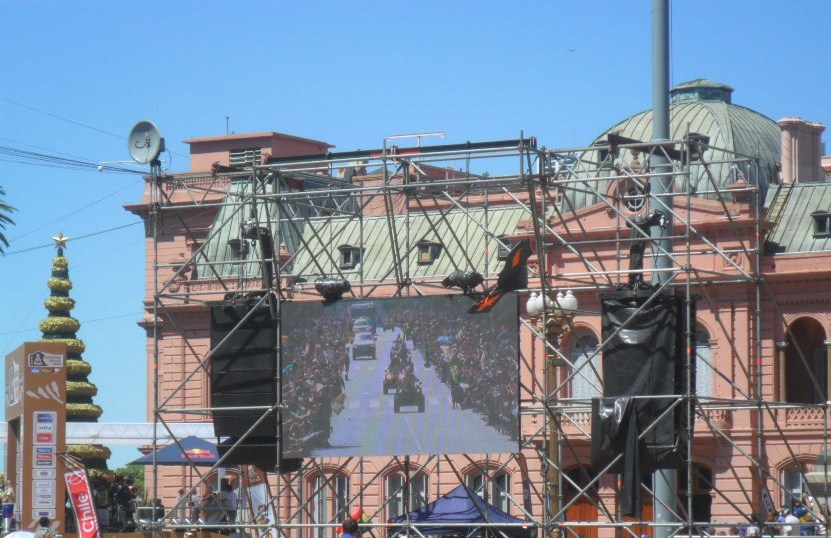
Largada do Dakar 2015 em frente à Casa Rosada em Buenos Aires

Em 2009 foi a primeira vez que o Rali Dakar se disputou em terra Sul-americanas. O evento de 2009 foi realizada no Chile e na Argentina, entre 3 de janeiro e 18 de janeiro de 2009. A competição manteve-se na América do Sul desde então. Após a primeira edição sul-americana, o novo figurino do Rali parece agradar à maior parte das Marcas e Pilotos envolvidos não só pela segurança, como pela dificuldade e diversidade do trajecto e pela forte presença de público ao longo das etapas, sendo que dificilmente regressará a África num futuro próximo.
Em 2010 e 2011, o Rali voltou a ser na Argentina e no Chile. Em 2012 um novo país é visitado pela caravana do Rali Dakar: Peru, terminando o rali na sua capital Lima. A edição de 2013 foi uma inversão do percurso de 2012 iniciando-se no Peru, passando pelo Chile e terminando na Argentina. Em 2014 a caravana do Dakar passou pela primeira vez na Bolívia, enquanto em 2015 realizou-se apenas na Argentina e Bolívia, sendo o primeiro Dakar na América do Sul que não passou pelo Chile.
O ano de 2017 trouxe um novo país para o Dakar: o Paraguai.

### África Eco Race
A mudança do Rali Dakar não foi consensual, continuando a existir quem defenda o seu regresso às suas origens: Dakar. Assim, um conjunto de pessoas ligadas ao Todo-terreno Mundial, entre elas o ex-campeão Jean-Louis Schlesser decidiram criar uma nova competição que recria Rali Dakar pré-2008, o África Eco Race.

### Arábia Saudita
Depois das dificuldades sentidas pela organização para realizar a edição de 2019 (face às recusas de Chile e Argentina em pagar os valores pedidos pela ASO) que acabou por realizar apenas no Peru, a ASO percebeu que o modelo sul-americano estava esgotado. Face à impossibilidade de voltar ao percurso original (devido à África Eco Race e também pela hostilidade dos governos locais à ASO devido à decisão de levar a prova para América do Sul), foram avançadas três possibilidades: Argélia, Angola/Namíbia e Arábia Saudita. A 4 de abril de 2019 foi revelado que o Dakar iria mesmo realizar-se a partir de 2020 na Arábia Saudita, num acordo com a duração de 5 anos.

## Mortes em prova
Até 2021, 31 pilotos morreram em prova. Juntando ainda não pilotos, entre elementos da organização, jornalistas e espetadores, o número ascende aos 70. No ano inicial Patrice Dodin perdeu o controlo da sua moto no arranque da etapa que fazia a ligação entre Agadez-Tahoua e sofreu ferimentos que se viriam a revelar mortais.
O holandês Bert Oosterhuis morreu em 1982, seguindo-se o francês Jean-Noël Pineau, o japonês Yasuo Kaneko, o italiano Giampaolo Marinoni e o francês Jean-Claude Huger até 1988 — todos eles motociclistas que não resistiram aos ferimentos de quedas ou de embates com outras viaturas. O dia 9 de janeiro de 1988 foi dos mais negros da história do Dakar, com as mortes do holandês Kees van Loevezijn (e restante equipa na prova de camiões) e do francês Patrick Canado (automóveis) na mesma etapa. Foi também nessa década que Thierry Sabine, o criador do Rali Dakar (na altura uma prova que ligava Paris a Dakar), morreu num acidente de helicóptero com cinco pessoas, entre as quais o cantor Daniel Balavoine.
A década de 90 trouxe mais sete mortes de pilotos do Dakar mas nem todas foram no seguimento de acidentes com motos, automóveis ou camiões: em 1991, o francês Chales Cabannes acabou por ser atingido por uma bala perdida numa etapa no Mali quando levava o seu camião e não resistiu aos ferimentos; em 1996, o também francês Laurent Gueguen atravessou com o seu camião uma mina em Marrocos e acabou por morrer, ao contrário dos restantes tripulantes que conseguiram escapar ilesos (sendo que, na altura, foi levantada a hipótese de ser ainda uma mina restante da Segunda Guerra Mundial, algo que não demorou a cair por terra quando se percebeu que era mais um vestígio da guerra entre os rebeldes da Frente Polisário e o exército marroquino).
Este século, o período entre 2005 e 2007 foi particularmente fatídico, com cinco mortes em prova em apenas três anos, entre os quais o antigo bicampeão italiano Fabrizio Meone, que fazia a sua última corrida da carreira e acabou por falecer numa etapa na Mauritânia (sendo que o dia seguinte acabou por ser cancelado por se entender que não existiam condições para prosseguir a competição de imediato). Na América do Sul, para onde a prova se mudou em 2009, o francês Pascal Terry foi a primeira vítima numa história trágica: esteve desaparecido apesar de ter enviado um sinal de socorro, todos achavam que teria regressado à caravana e foi encontrado dias depois sem vida. O argentino Jorge Andrés Martínez Boero, o francês Thomas Bourgin, o belga Eric Palante e o polaco Michał Hernik foram as outras mortes até 2015, todos em acidentes na prova de motos. Em 2020 morreu o piloto português Paulo Gonçalves e o holandês Edwin Straver. Em 2021 medidas de segurança foram tomadas, mas o Dakar 2021 faz uma vitima fatal o piloto de moto Pierre Cherpin.

## Lista de vencedores

### Carros, Motos e Camiões
| 1979 | Paris–Dakar                           | Alain Génestier Joseph Terbiaut        | Range Rover                       | Cyril Neveu          | Yamaha XT500                                    |                                                      |                                  |                 |                 |
| 1980 | Paris–Dakar                           | Freddy Kottulinsky Gerd Löffelmann     | Volkswagen Iltis                  | Cyril Neveu          | Yamaha XT500                                    | Ataouat                                              | Sonacome                         |                 |                 |
| 1981 | Paris–Dakar                           | René Metge Bernard Giroux              | Range Rover                       | Hubert Auriol        | BMW R80G/S                                      | Adrien Villette                                      | ALM/ACMAT                        |                 |                 |
| 1982 | Paris–Argel–Dakar                     | Claude Marreau Bernard Marreau         | Renault 20                        | Cyril Neveu          | Honda XR550                                     | Georges Groine                                       | Mercedes-Benz                    |                 |                 |
| 1983 | Paris–Argel–Dakar                     | Jacky Ickx Claude Brasseur             | Mercedes 280 G                    | Hubert Auriol        | BMW R80G/S                                      | Georges Groine                                       | Mercedes-Benz                    |                 |                 |
| 1984 | Paris–Argel–Dakar                     | René Metge Dominique Lemoyne           | Porsche 953                       | Gaston Rahier        | BMW R80G/S                                      | Pierre Lalleu                                        | Mercedes-Benz                    |                 |                 |
| 1985 | Paris–Argel–Dakar                     | Patrick Zaniroli Jean Da Silva         | Mitsubishi Pajero                 | Gaston Rahier        | BMW R80G/S                                      | Karl-Friedrich Capito                                | Mercedes-Benz                    |                 |                 |
| 1986 | Paris–Argel–Dakar                     | René Metge Dominique Lemoyne           | Porsche 959                       | Cyril Neveu          | Honda NXR750V                                   | Giacomo Vismara                                      | Mercedes-Benz                    |                 |                 |
| 1987 | Paris–Argel–Dakar                     | Ari Vatanen Bernard Giroux             | Peugeot 205 T16                   | Cyril Neveu          | Honda NXR750V                                   | Jan de Rooy                                          | DAF                              |                 |                 |
| 1988 | Paris–Argel–Dakar                     | Juha Kankkunen Juha Piironen           | Peugeot 205 T16                   | Edi Orioli           | Honda NXR800V                                   | Karel Loprais                                        | Tatra                            |                 |                 |
| 1989 | Paris–Tunis–Dakar                     | Ari Vatanen Bruno Berglund             | Peugeot 405 T16                   | Gilles Lalay         | Honda NXR800V                                   |                                                      |                                  |                 |                 |
| 1990 | Paris–Tripoli– Dakar                  | Ari Vatanen Bruno Berglund             | Peugeot 405 T16                   | Edi Orioli           | Cagiva Elefant 900                              | Giorgio Villa                                        | Perlini                          |                 |                 |
| 1991 | Paris–Tripoli– Dakar                  | Ari Vatanen Bruno Berglund             | Citroën ZX                        | Stéphane Peterhansel | Yamaha YZE750T                                  | Jacques Houssat                                      | Perlini                          |                 |                 |
| 1992 | Paris–Sirte–Cidade do Cabo            | Hubert Auriol Philippe Monnet          | Mitsubishi Pajero                 | Stéphane Peterhansel | Yamaha YZE850T                                  | Francesco Perlini                                    | Perlini                          |                 |                 |
| 1993 | Paris–Dakar                           | Bruno Saby Dominique Seriyes           | Mitsubishi Pajero                 | Stéphane Peterhansel | Yamaha YZE850T                                  | Francesco Perlini                                    | Perlini                          |                 |                 |
| 1994 | Paris–Dakar–Paris                     | Pierre Lartigue Michel Perin           | Citroën ZX                        | Edi Orioli           | Cagiva Elefant 900                              | Karel Loprais                                        | Tatra                            |                 |                 |
| 1995 | Granada–Dakar                         | Pierre Lartigue Michel Perin           | Citroën ZX                        | Stéphane Peterhansel | Yamaha YZE850T                                  | Karel Loprais                                        | Tatra                            |                 |                 |
| 1996 | Granada–Dakar                         | Pierre Lartigue Michel Perin           | Citroën ZX                        | Edi Orioli           | Yamaha YZE850T                                  | Viktor Moskovskikh                                   | Kamaz                            |                 |                 |
| 1997 | Dakar–Agadèz– Dakar                   | Kenjiro Shinozuka Henri Magne          | Mitsubishi Pajero                 | Stéphane Peterhansel | Yamaha YZE850T                                  | Peter Reif                                           | Hino                             |                 |                 |
| 1998 | Paris–Granada– Dakar                  | Jean-Pierre Fontenay Gilles Picard     | Mitsubishi Pajero                 | Stéphane Peterhansel | Yamaha YZE850T                                  | Karel Loprais                                        | Tatra                            |                 |                 |
| 1999 | Granada–Dakar                         | Jean-Louis Schlesser Philippe Monnet   | Schlesser-Renault Buggy           | Richard Sainct       | BMW F650RR                                      | Karel Loprais                                        | Tatra                            |                 |                 |
| 2000 | Paris–Dakar–Cairo                     | Jean-Louis Schlesser Henri Magne       | Schlesser-Renault Buggy           | Richard Sainct       | BMW F650RR                                      | Vladimir Chagin                                      | Kamaz                            |                 |                 |
| 2001 | Paris–Dakar                           | Jutta Kleinschmidt Andreas Schulz      | Mitsubishi Pajero                 | Fabrizio Meoni       | KTM LC4 660R                                    | Karel Loprais                                        | Tatra                            |                 |                 |
| 2002 | Arras–Madrid– Dakar                   | Hiroshi Masuoka Pascal Maimon          | Mitsubishi Pajero                 | Fabrizio Meoni       | KTM LC8 950R                                    | Vladimir Chagin                                      | Kamaz                            |                 |                 |
| 2003 | Marseille– Sharm el Sheikh            | Hiroshi Masuoka Andreas Schulz         | Mitsubishi Pajero                 | Richard Sainct       | KTM LC4 660R                                    | Vladimir Chagin                                      | Kamaz                            |                 |                 |
| 2004 | Clermont-Ferrand– Dakar               | Stéphane Peterhansel Jean-Paul Cottret | Mitsubishi Pajero                 | Nani Roma            | KTM LC4 660R                                    | Vladimir Chagin                                      | Kamaz                            |                 |                 |
| 2005 | Barcelona–Dakar                       | Stéphane Peterhansel Jean-Paul Cottret | Mitsubishi Pajero                 | Cyril Despres        | KTM LC4 660R                                    | Firdaus Kabirov                                      | Kamaz                            |                 |                 |
| 2006 | Lisboa–Dakar                          | Luc Alphand Gilles Picard              | Mitsubishi Pajero                 | Marc Coma            | KTM LC4 660R                                    | Vladimir Chagin                                      | Kamaz                            |                 |                 |
| 2007 | Lisboa–Dakar                          | Stéphane Peterhansel Jean-Paul Cottret | Mitsubishi Pajero                 | Cyril Despres        | KTM 690 Rally                                   | Hans Stacey                                          | MAN                              |                 |                 |
| 2008 | prova cancelada                       | prova cancelada                        | prova cancelada                   | prova cancelada      | prova cancelada                                 | prova cancelada                                      | prova cancelada                  | prova cancelada | prova cancelada |
| 2009 | Buenos Aires–Valparaiso Buenos Aires  | Giniel de Villiers Dirk von Zitzewitz  | Volkswagen Touareg                | Marc Coma            | KTM 690 Rally                                   | Firdaus Kabirov                                      | Kamaz                            |                 |                 |
| 2010 | Buenos Aires–Antofagasta Buenos Aires | Carlos Sainz Lucas Cruz                | Volkswagen Touareg                | Cyril Despres        | KTM 690 Rally                                   | Vladimir Chagin                                      | Kamaz                            |                 |                 |
| 2011 | Buenos Aires–Arica–Buenos Aires       | Nasser Al-Attiyah Timo Gottschalk      | Volkswagen Touareg                | Marc Coma            | KTM 450 Rally                                   | Vladimir Chagin                                      | Kamaz                            |                 |                 |
| 2012 | Mar del Plata–Arica–Lima              | Stéphane Peterhansel Jean-Paul Cottret | Mini All 4 Racing                 | Cyril Despres        | KTM 450 Rally                                   | Gérard de Rooy                                       | Iveco PowerStar                  |                 |                 |
| 2013 | Lima–Tucumán–Santiago                 | Stéphane Peterhansel Jean-Paul Cottret | Mini Monster Energy X-Raid Team   | Cyril Despres        | KTM 450 Rally KTM Red Bull RTodasy Factory Team | Eduard Nikolaev Sergey Savostin Vladimir Rybakov     | Kamaz                            |                 |                 |
| 2014 | Rosário-Salta–Valparaíso              | Nani Roma Michel Périn                 | Mini Monster Energy X-Raid Team   | Marc Coma            | KTM 450 Rally Red Bull KTM Rally Factory Team   | Andrey Karginov Andrey Mokeev Igor Devyatkin         | Kamaz                            |                 |                 |
| 2015 | Buenos Aires–Iquique Buenos Aires     | Nasser Al-Attiyah Matthieu Baumel      | Mini All 4 Racing Qatar Raid Team | Marc Coma            | KTM 450 Rally Red Bull KTM Rally Factory Team   | Ayrat Mardeev Aydar Belyaev Dmitriy Svistunov        | Kamaz                            |                 |                 |
| 2016 | Buenos Aires–Uyuni–Rosário            | Stéphane Peterhansel Jean-Paul Cottret | Peugeot 2008 DKR                  | Toby Price           | KTM 450 Rally Red Bull KTM Rally Factory Team   | Gérard de Rooy Moises Torrallardona Darek Rodewald   | Iveco Powerstar De Rooy Petronas |                 |                 |
| 2017 | Assunção–La Paz Buenos Aires          | Stéphane Peterhansel Jean-Paul Cottret | Peugeot 3008 DKR                  | Sam Sunderland       | KTM 450 Rally Replica                           | Eduard Nikolaev Evgeny Yakovlev Vladimir Rybakov     | Kamaz 4326                       |                 |                 |
| 2018 | Lima–La Paz–Córdoba                   | Carlos Sainz Lucas Cruz                | Peugeot 3008 DKR Maxi             | Matthias Walkner     | KTM 450 Rally Replica                           | Eduard Nikolaev Evgeny Yakovlev Vladimir Rybakov     | Kamaz 4326                       |                 |                 |
| 2019 | Lima–Lima                             | Nasser Al-Attiyah Matthieu Baumel      | Toyota Hilux Toyota Gazoo Racing  | Toby Price           | KTM 450 Rally Red Bull KTM Rally Factory Team   | Eduard Nikolaev Evgeny Yakovlev Vladimir Rybakov     | Kamaz 43509                      |                 |                 |
| 2020 | Jidá–Riade–Al-Qiddiya                 | Carlos Sainz Lucas Cruz                | Mini Cooper                       | Ricky Brabec         | Honda CRF 450                                   | Andrey Karginov Andrey Mokeev Igor Leonov            | Kamaz 43509                      |                 |                 |
| 2021 | Jeddah–Hail                           | Stéphane Peterhansel Édouard Boulanger | Mini John Cooper Works Buggy      | Kevin Benavides      | Honda CRF 450 Rally                             | Dmitry Sotnikov Ruslan Amkhmadeev Ilgiz Akhmetzianov | Kamaz 43509                      |                 |                 |
| 2022 | Hail–Jeddah                           | Nasser Al-Attiyah Matthieu Baumel      | Toyota GR DKR Hilux               | Sam Sunderland       | Gas Gas 450 Rally                               | Dmitry Sotnikov Ruslan Amkhmadeev Ilgiz Akhmetzianov | Kamaz K5                         |                 |                 |
| 2023 | Yanbu–Dammam                          | Nasser Al-Attiyah Matthieu Baumel      | Toyota GR DKR Hilux               | Kevin Benavides      | KTM 450 Rally Factory Replica                   | Janus van Kasteren Darek Rodewald Marcel Snijders    | Iveco PowerStar                  |                 |                 |
| 2024 | Al-'Ula–Yanbu                         | Carlos Sainz Lucas Cruz                | Audi RS Q e-tron                  | Ricky Brabec         | Honda CRF 450 Rally                             | Martin Macík František Tomášek David Švanda          | Iveco PowerStar                  |                 |                 |
| 2025 | Bisha-Shubaytah                       | Yazeed Al-Rajhi Timo Gottschalk        | Toyota Hilux Overdrive            | Daniel Sanders       | KTM 450 Rally Factory                           | Martin Macík František Tomášek David Švanda          | Iveco Powerstar                  |                 |                 |

### Quads e SSVs
| Ano  | Trajecto                                | Quads                | Quads             | SSVs (UTVs até 2022)                                | SSVs (UTVs até 2022) |
| Ano  | Trajecto                                | Piloto               | Marca e Modelo    | Piloto Navegador                                    | Marca e Modelo       |
| ---- | --------------------------------------- | -------------------- | ----------------- | --------------------------------------------------- | -------------------- |
| 2009 | Buenos Aires– Valparaiso– Buenos Aires  | Josef Macháček       | Yamaha            |                                                     |                      |
| 2010 | Buenos Aires– Antofagasta– Buenos Aires | Marcos Patronelli    | Yamaha            |                                                     |                      |
| 2011 | Buenos Aires– Arica– Buenos Aires       | Alejandro Patronelli | Yamaha            |                                                     |                      |
| 2012 | Mar del Plata– Arica– Lima              | Alejandro Patronelli | Yamaha Raptor 700 |                                                     |                      |
| 2013 | Lima- Tucumán– Santiago                 | Marcos Patronelli    | Yamaha            |                                                     |                      |
| 2014 | Rosário- Salta– Valparaíso              | Ignacio Casale       | Yamaha            |                                                     |                      |
| 2015 | Buenos Aires– Iquique- Buenos Aires     | Rafał Sonik          | Yamaha            |                                                     |                      |
| 2016 | Buenos Aires– Uyuni- Rosário            | Marcus Patronelli    | Yamaha            |                                                     |                      |
| 2017 | Assunção– La Paz– Buenos Aires          | Sergey Karyakin      | Yamaha Raptor 700 | Leandro Torres Lourival Roldan                      | Polaris RZR 1000 XP  |
| 2018 | Lima– La Paz– Córdoba                   | Ignacio Casale       | Yamaha Raptor 700 | Reinaldo Varela Gustavo Gugelmin                    | Can Am               |
| 2019 | Lima–Lima                               | Nicolas Cavigliasso  | Yamaha Raptor 700 | Francisco López Contardo Alvaro Quintanilla         | Can-Am               |
| 2020 | Jeddah–Riyadh–Qiddiya                   | Ignacio Casale       | Yamaha Raptor 700 | Casey Currie Sean Berriman                          | Can-Am Maverick      |
| 2021 | Jeddah–Hail                             | Manuel Andújar       | Yamaha Raptor 700 | Francisco López Contardo Juan Pablo Latrach Vinagre | Can-Am               |
| 2022 | Hail–Jeddah                             | Alexandre Giroud     | Yamaha Raptor 700 | Austin Jones Gustavo Gugelmin                       | Can-Am XRS           |
| 2023 | Yanbu–Dammam                            | Alexandre Giroud     | Yamaha Raptor 700 | Eryk Goczał Oriol Mena                              | Can-Am XRS           |
| 2024 | Al-'Ula–Yanbu                           | Manuel Andújar       | Yamaha Raptor 700 | Xavier de Soultrait Martin Bonnet                   | Polaris RZR Pro R    |
| 2025 | Bisha–Shubaytah                         | Não atribuída        | Não atribuída     | Brock Heger M. Eddy                                 | Polaris RZR Pro R    |

### Light Prototypes e Clássicos
| Ano  | Trajecto        | Light Prototypes                                    | Light Prototypes    | Clássicos                           | Clássicos                 |
| Ano  | Trajecto        | Piloto Navegador                                    | Marca e Modelo      | Piloto Navegador                    | Marca e Modelo            |
| ---- | --------------- | --------------------------------------------------- | ------------------- | ----------------------------------- | ------------------------- |
| 2021 | Jeddah–Hail     | Josef Macháček Pavel Vyoral                         | Can-Am              | Marc Douton Emilien Etienne         | Sunhill Buggy             |
| 2022 | Hail–Jeddah     | Francisco López Contardo Juan Pablo Latrach Vinagre | Can-Am XRS          | Serge Mogno Lidia Ruba              | Toyota Land Cruiser HDJ80 |
| 2023 | Yanbu–Dammam    | Austin Jones Gustavo Gugelmin                       | Can-Am Maverick XRS | Juan Morera Florent Drulhon         | Toyota Land Cruiser HDJ80 |
| 2024 | Al-'Ula–Yanbu   | Cristina Gutiérrez Pablo Moreno Huete               | Taurus T3 Max       | Carlos Santaolalla Jan Rosa i Viñas | Toyota Land Cruiser HDJ80 |
| 2025 | Bisha–Shubaytah | Nicolas Cavigliasso Valentina Pertegarini           | Taurus T3 Max       | Carlos Santaolalla Jan Rosa i Viñas | Toyota Land Cruiser HDJ80 |

Source:

## Podium

### Carros
| Ano  | 1º                   | 1º                           | 2º                    | 2º                        | 3º                    | 3º                           |
| Ano  | Piloto               | Carro                        | Piloto                | Carro                     | Piloto                | Carro                        |
| ---- | -------------------- | ---------------------------- | --------------------- | ------------------------- | --------------------- | ---------------------------- |
| 1979 | Alain Génestier      | Range Rover V8               | Claude Marreau        | Renault 4 Sinpar          | Cesare Giraudo        | Fiat Campagnola              |
| 1980 | Freddy Kottulinsky   | Volkswagen Iltis             | Patrick Zaniroli      | Volkswagen Iltis          | Claude Marreau        | Renault 4 Sinpar             |
| 1981 | René Metge           | Range Rover V8               | Hervé Cotel           | Buggy Cotel               | Jean-Claude Briavoine | Lada Niva                    |
| 1982 | Claude Marreau       | Renault 20 Turbo             | Jean-Claude Briavoine | Lada Niva                 | Jean-Pierre Jaussaud  | Mercedes 280 GE              |
| 1983 | Jacky Ickx           | Mercedes 280 GE              | André Trossat         | Lada Niva                 | Pierre Lartigue       | Range Rover V8               |
| 1984 | René Metge           | Porsche 911                  | Patrick Zaniroli      | Range Rover V8            | Andrew Cowan          | Mitsubishi Pajero            |
| 1985 | Patrick Zaniroli     | Mitsubishi Pajero            | Andrew Cowan          | Mitsubishi Pajero         | Pierre Fougerouse     | Toyota FJ 60                 |
| 1986 | René Metge           | Porsche 959                  | Jacky Ickx            | Porsche 959               | Pascal Rigal          | Mitsubishi Pajero            |
| 1987 | Ari Vatanen          | Peugeot 205 Turbo 16         | Patrick Zaniroli      | Range Rover V8            | Kenjiro Shinozuka     | Mitsubishi Pajero            |
| 1988 | Juha Kankkunen       | Peugeot 205 Turbo 16         | Kenjiro Shinozuka     | Mitsubishi Pajero         | Patrick Tambay        | Range Rover V8               |
| 1989 | Ari Vatanen          | Peugeot 405 Turbo 16         | Jacky Ickx            | Peugeot 405 Turbo 16      | Patrick Tambay        | Mitsubishi Pajero            |
| 1990 | Ari Vatanen          | Peugeot 405 Turbo 16         | Björn Waldegård       | Peugeot 405 Turbo 16      | Alain Ambrosino       | Peugeot 405 Turbo 16         |
| 1991 | Ari Vatanen          | Citroën ZX Rallye-Raid       | Pierre Lartigue       | Peugeot 405 Turbo 16      | Jean Pierre Fontenay  | Mitsubishi Pajero            |
| 1992 | Hubert Auriol        | Mitsubishi Pajero            | Erwin Weber           | Mitsubishi Pajero         | Kenjiro Shinozuka     | Mitsubishi Pajero            |
| 1993 | Bruno Saby           | Mitsubishi Pajero            | Pierre Lartigue       | Citroën ZX Rallye-Raid    | Hubert Auriol         | Citroën ZX Rallye-Raid       |
| 1994 | Pierre Lartigue      | Citroën ZX Rallye-Raid       | Hubert Auriol         | Citroën ZX Rallye-Raid    | Philippe Wambergue    | Buggy Bourgo                 |
| 1995 | Pierre Lartigue      | Citroën ZX Rallye-Raid       | Bruno Saby            | Mitsubishi Pajero         | Kenjiro Shinozuka     | Mitsubishi Pajero            |
| 1996 | Pierre Lartigue      | Citroën ZX Rallye-Raid       | Philippe Wambergue    | Citroën ZX Rallye-Raid    | Jean Pierre Fontenay  | Mitsubishi Pajero            |
| 1997 | Kenjiro Shinozuka    | Mitsubishi Pajero            | Jean-Pierre Fontenay  | Mitsubishi Pajero         | Bruno Saby            | Mitsubishi Pajero            |
| 1998 | Jean-Pierre Fontenay | Mitsubishi Pajero            | Kenjiro Shinozuka     | Mitsubishi Pajero         | Bruno Saby            | Mitsubishi Pajero            |
| 1999 | Jean-Louis Schlesser | Buggy Schlesser              | Miguel Prieto         | Mitsubishi Pajero         | Jutta Kleinschmidt    | Mitsubishi Pajero            |
| 2000 | Jean-Louis Schlesser | Buggy Schlesser              | Stéphane Peterhansel  | Mega Desert               | Jean-Pierre Fontenay  | Mitsubishi Pajero            |
| 2001 | Jutta Kleinschmidt   | Mitsubishi Pajero            | Hiroshi Masuoka       | Mitsubishi Pajero         | Jean-Louis Schlesser  | Buggy Schlesser              |
| 2002 | Hiroshi Masuoka      | Mitsubishi Pajero            | Jutta Kleinschmidt    | Mitsubishi Pajero         | Kenjiro Shinozuka     | Mitsubishi Pajero            |
| 2003 | Hiroshi Masuoka      | Mitsubishi Pajero            | Jean-Pierre Fontenay  | Mitsubishi Pajero         | Stéphane Peterhansel  | Mitsubishi Pajero            |
| 2004 | Stéphane Peterhansel | Mitsubishi Pajero            | Hiroshi Masuoka       | Mitsubishi Pajero         | Jean-Louis Schlesser  | Buggy Schlesser              |
| 2005 | Stéphane Peterhansel | Mitsubishi Pajero            | Luc Alphand           | Mitsubishi Pajero         | Jutta Kleinschmidt    | Volkswagen Race Touareg 2    |
| 2006 | Luc Alphand          | Mitsubishi Pajero            | Giniel de Villiers    | Volkswagen Race Touareg 2 | Nani Roma             | Mitsubishi Pajero            |
| 2007 | Stéphane Peterhansel | Mitsubishi Pajero            | Luc Alphand           | Mitsubishi Pajero         | Jean-Louis Schlesser  | Buggy Schlesser              |
| 2008 | Rali cancelado       | Rali cancelado               | Rali cancelado        | Rali cancelado            | Rali cancelado        | Rali cancelado               |
| 2009 | Giniel de Villiers   | Volkswagen Race Touareg 2    | Mark Miller           | Volkswagen Race Touareg 2 | Robby Gordon          | Hummer H3                    |
| 2010 | Carlos Sainz         | Volkswagen Race Touareg 2    | Nasser Al-Attiyah     | Volkswagen Race Touareg 2 | Mark Miller           | Volkswagen Race Touareg 2    |
| 2011 | Nasser Al-Attiyah    | Volkswagen Race Touareg 3    | Giniel de Villiers    | Volkswagen Race Touareg 3 | Carlos Sainz          | Volkswagen Race Touareg 3    |
| 2012 | Stéphane Peterhansel | Mini All4 Racing             | Nani Roma             | Mini All4 Racing          | Giniel de Villiers    | Toyota Hilux Dakar           |
| 2013 | Stéphane Peterhansel | Mini All4 Racing             | Giniel de Villiers    | Toyota Hilux Dakar        | Leonid Novitskiy      | Mini All4 Racing             |
| 2014 | Nani Roma            | Mini All4 Racing             | Stéphane Peterhansel  | Mini All4 Racing          | Nasser Al-Attiyah     | Mini All4 Racing             |
| 2015 | Nasser Al-Attiyah    | Mini All4 Racing             | Giniel de Villiers    | Toyota Hilux Dakar        | Krzysztof Hołowczyc   | Mini All4 Racing             |
| 2016 | Stéphane Peterhansel | Peugeot 2008 DKR             | Nasser Al-Attiyah     | Mini All4 Racing          | Giniel de Villiers    | Toyota Hilux Dakar           |
| 2017 | Stéphane Peterhansel | Peugeot 3008 DKR             | Sébastien Loeb        | Peugeot 3008 DKR          | Cyril Despres         | Peugeot 3008 DKR             |
| 2018 | Carlos Sainz         | Peugeot 3008 DKR             | Nasser Al-Attiyah     | Toyota Hilux Dakar        | Giniel de Villiers    | Toyota Hilux Dakar           |
| 2019 | Nasser Al-Attiyah    | Toyota Hilux Dakar           | Nani Roma             | Mini All4 Racing          | Sébastien Loeb        | Peugeot 3008 DKR             |
| 2020 | Carlos Sainz         | Mini John Cooper Works Buggy | Nasser Al-Attiyah     | Toyota Hilux Dakar        | Stéphane Peterhansel  | Mini John Cooper Works Buggy |
| 2021 | Stéphane Peterhansel | Mini John Cooper Works Buggy | Nasser Al-Attiyah     | Toyota Hilux Dakar        | Carlos Sainz          | Mini John Cooper Works Buggy |
| 2022 | Nasser Al-Attiyah    | Toyota GR DKR Hilux          | Sébastien Loeb        | BRX Hunter T1+            | Yazeed Al-Rajhi       | Toyota Hilux Overdrive       |
| 2023 | Nasser Al-Attiyah    | Toyota GR DKR Hilux          | Sébastien Loeb        | Prodrive Hunter T1+       | Lucas Moraes          | Toyota Hilux Overdrive       |
| 2024 | Carlos Sainz         | Audi RS Q e-tron             | Guillaume De Mévius   | Toyota Hilux Overdrive    | Sébastien Loeb        | Prodrive Hunter T1+          |
| 2025 | Yazeed Al-Rajhi      | Toyota Hilux Overdrive       | Henk Lategan          | Toyota GR DKR Hilux       | Mattias Ekström       | Ford Raptor T1+              |

### Motos
| Ano  | 1º                   | 1º                  | 2º                      | 2º                  | 3º                  | 3º                  |
| Ano  | Piloto               | Moto                | Piloto                  | Moto                | Piloto              | Moto                |
| ---- | -------------------- | ------------------- | ----------------------- | ------------------- | ------------------- | ------------------- |
| 1979 | Cyril Neveu          | Yamaha XT 500       | Gilles Comte            | Yamaha XT 500       | Philippe Vassard    | Honda XL 250        |
| 1980 | Cyril Neveu          | Yamaha XT 500       | Michel Merel            | Yamaha XT 500       | Jean-Noël Pineau    | Yamaha XT 500       |
| 1981 | Hubert Auriol        | BMW R80 G/S         | Serge Bacou             | Yamaha XT 500       | Michel Merel        | Yamaha XT 500       |
| 1982 | Cyril Neveu          | Honda XR 550        | Philippe Vassard        | Honda XR 550        | Grégoire Verhaeghe  | Barigo 500          |
| 1983 | Hubert Auriol        | BMW R80 G/S         | Patrick Drobecq         | Honda XR 600        | Marc Joineau        | Suzuki DR 500       |
| 1984 | Gaston Rahier        | BMW R80 G/S         | Hubert Auriol           | BMW R80 G/S         | Philippe Vassard    | Honda XLR 600       |
| 1985 | Gaston Rahier        | BMW R80 G/S         | Jean-Claude Olivier     | Yamaha 660 Proto    | Franco Picco        | Yamaha 600 XT       |
| 1986 | Cyril Neveu          | Honda NXR 780       | Gilles Lalay            | Honda NXR 780       | Andrea Balestrieri  | Honda XL 600        |
| 1987 | Cyril Neveu          | Honda NXR 750       | Edi Orioli              | Honda XL 600        | Gaston Rahier       | BMW R80 GS          |
| 1988 | Edi Orioli           | Honda NXR 800V      | Franco Picco            | Yamaha YZE 750      | Gilles Lalay        | Honda NXR 750       |
| 1989 | Gilles Lalay         | Honda NXR 800V      | Franco Picco            | Yamaha YZE 750      | Marc Morales        | Honda NXR 750       |
| 1990 | Edi Orioli           | Cagiva Elefant 900  | Carlos Mas              | Yamaha YZE 750      | Alessandro De Petri | Cagiva Elefant 900  |
| 1991 | Stéphane Peterhansel | Yamaha YZE 750T     | Gilles Lalay            | Yamaha YZE 750T     | Thierry Magnaldi    | Yamaha YZE 750T     |
| 1992 | Stéphane Peterhansel | Yamaha YZE 850T     | Danny LaPorte           | Cagiva Elefant 900  | Jordi Arcarons      | Cagiva Elefant 900  |
| 1993 | Stéphane Peterhansel | Yamaha YZE 850T     | Thierry Charbonnier     | Yamaha YZE 850T     | Jordi Arcarons      | Yamaha YZE 850T     |
| 1994 | Edi Orioli           | Cagiva Elefant 900  | Jordi Arcarons          | Cagiva Elefant 900  | Fabrizio Meoni      | Honda EXP-2         |
| 1995 | Stéphane Peterhansel | Yamaha YZE 850T     | Jordi Arcarons          | Cagiva Elefant 900  | Edi Orioli          | Cagiva Elefant 900  |
| 1996 | Edi Orioli           | Yamaha YZE 850T     | Jordi Arcarons          | KTM LC4             | Carlos Sotelo       | KTM LC4             |
| 1997 | Stéphane Peterhansel | Yamaha YZE 850T     | Oscar Gallardo          | Cagiva Elefant 900  | David Castera       | Yamaha YZE 850T     |
| 1998 | Stéphane Peterhansel | Yamaha YZE 850T     | Fabrizio Meoni          | KTM LC4             | Andy Haydon         | KTM LC4             |
| 1999 | Richard Sainct       | BMW F650 RR         | Thierry Magnaldi        | KTM LC4             | Alfie Cox           | KTM LC4             |
| 2000 | Richard Sainct       | BMW F650 RR         | Oscar Gallardo          | BMW F650 RR         | Jimmy Lewis         | BMW R900 GS         |
| 2001 | Fabrizio Meoni       | KTM LC4 660R        | Jordi Arcarons          | KTM LC4 660R        | Carlo de Gavardo    | KTM LC4 660R        |
| 2002 | Fabrizio Meoni       | KTM LC8 950R        | Alfie Cox               | KTM LC4 660R        | Richard Sainct      | KTM LC4 660R        |
| 2003 | Richard Sainct       | KTM LC4 660R        | Cyril Despres           | KTM LC4 660R        | Fabrizio Meoni      | KTM LC8 950R        |
| 2004 | Nani Roma            | KTM LC4 660R        | Richard Sainct          | KTM LC4 660R        | Cyril Despres       | KTM LC4 660R        |
| 2005 | Cyril Despres        | KTM LC4 660R        | Marc Coma               | KTM LC4 660R        | Alfie Cox           | KTM LC4 660R        |
| 2006 | Marc Coma            | KTM LC4 660R        | Cyril Despres           | KTM LC4 660R        | Giovanni Sala       | KTM LC4 660R        |
| 2007 | Cyril Despres        | KTM 690 Rally       | David Casteu            | KTM 690 Rally       | Chris Blais         | KTM 660 Rally       |
| 2008 | Rali cancelado       | Rali cancelado      | Rali cancelado          | Rali cancelado      | Rali cancelado      | Rali cancelado      |
| 2009 | Marc Coma            | KTM 690 Rally       | Cyril Despres           | KTM 690 Rally       | David Frétigné      | Yamaha WR 450       |
| 2010 | Cyril Despres        | KTM 690 Rally       | Pål Anders Ullevålseter | KTM 690 Rally       | Francisco López     | Aprilia RXV 450     |
| 2011 | Marc Coma            | KTM 450 Rally       | Cyril Despres           | KTM 450 Rally       | Hélder Rodrigues    | Yamaha WR 450F      |
| 2012 | Cyril Despres        | KTM 450 Rally       | Marc Coma               | KTM 450 Rally       | Hélder Rodrigues    | Yamaha WR 450F      |
| 2013 | Cyril Despres        | KTM 450 Rally       | Ruben Faria             | KTM 450 Rally       | Francisco López     | KTM 450 Rally       |
| 2014 | Marc Coma            | KTM 450 Rally       | Jordi Viladoms          | KTM 450 Rally       | Olivier Pain        | Yamaha WR 450F      |
| 2015 | Marc Coma            | KTM 450 Rally       | Paulo Gonçalves         | Honda CRF 450       | Toby Price          | KTM 450 Rally       |
| 2016 | Toby Price           | KTM 450 Rally       | Štefan Svitko           | KTM 450 Rally       | Pablo Quintanilla   | Husqvarna FR 450    |
| 2017 | Sam Sunderland       | KTM 450 Rally       | Matthias Walkner        | KTM 450 Rally       | Gerard Farrés       | KTM 450 Rally       |
| 2018 | Matthias Walkner     | KTM 450 Rally       | Kevin Benavides         | Honda CRF 450       | Toby Price          | KTM 450 Rally       |
| 2019 | Toby Price           | KTM 450 Rally       | Matthias Walkner        | KTM 450 Rally       | Sam Sunderland      | KTM 450 Rally       |
| 2020 | Ricky Brabec         | Honda CRF 450 Rally | Pablo Quintanilla       | Husqvarna FR 450    | Toby Price          | KTM 450 Rally       |
| 2021 | Kevin Benavides      | Honda CRF 450 Rally | Ricky Brabec            | Honda CRF 450 Rally | Sam Sunderland      | KTM 450 Rally       |
| 2022 | Sam Sunderland       | Gas Gas 450 Rally   | Pablo Quintanilla       | Honda CRF450 Rally  | Matthias Walkner    | KTM 450 Rally       |
| 2023 | Kevin Benavides      | KTM 450 Rally       | Toby Price              | KTM 450 Rally       | Skyler Howes        | Husqvarna 450 Rally |
| 2024 | Ricky Brabec         | Honda CRF 450 Rally | Ross Branch             | Hero 450 Rally      | Adrien Van Beveren  | Honda CRF 450 Rally |
| 2025 | Daniel Sanders       | KTM 450 Rally       | Tosha Schareina         | Honda CRF 450 Rally | Adrien Van Beveren  | Honda CRF 450 Rally |

### Camiões
| Ano  | 1º                                                   | 1º                      | 2º                                                          | 2º                      | 3º                                                          | 3º                      |
| Ano  | Equipa                                               | Camião                  | Equipa                                                      | Camião                  | Equipa                                                      | Camião                  |
| ---- | ---------------------------------------------------- | ----------------------- | ----------------------------------------------------------- | ----------------------- | ----------------------------------------------------------- | ----------------------- |
| 1979 | Jean-François Dunac Jean-Pierre Chapel François Beau | Pinzgauer               | Daniel Petit Françis Mare                                   | UNIC                    | Alain Mekki Jean Neault                                     | UNIC                    |
| 1980 | Zohra Ataouat Hadj Daou Boukrif Mahiedine Kaloua     | Sonacome                | Bernard Heu Daniel Delobel Gilbert Versino                  | MAN                     | Mokran Bouzid Daid Mekhelef                                 | Sonacome                |
| 1981 | Adrien Villette Henri Gabrelle Alain Voillereau      | ALM-ACMAT               | Jacques Briy Jean Salou Gustave Peu                         | Ford                    | Georges Groine Thierry de Saulieu Bernard Malferiol         | Mercedes-Benz           |
| 1982 | Georges Groine Thierry de Saulieu Bernard Malferiol  | Mercedes-Benz           | Pierre Laleu Bernard Langlois                               | Mercedes-Benz           | Jan de Rooy Gérard Straetmans                               | DAF                     |
| 1983 | Georges Groine Thierry de Saulieu Bernard Malferiol  | Mercedes-Benz           | Hasse Henriksson Sture Bernhardsson John Granäng            | Volvo C303              | Jan de Rooy Joop Roggeband Yvo Geusens                      | DAF                     |
| 1984 | Pierre Laleu Daniel Durce Patrick Venturini          | Mercedes-Benz           | Paolo Bonera Valerio Grassi Paolo Travaglia                 | Mercedes-Benz           | Henri Gabrelle Alain Voillereau Adolf Dirl                  | MAN                     |
| 1985 | Karl Friedrich Capito Jost Capito Klaus Schweikarl   | Mercedes-Benz           | Jan de Rooy Thierry de Saulieu Martinus Ketelaars           | DAF                     | Karl Wilhelm Strohmann Volker Capito Heinz Schnepf          | Mercedes-Benz           |
| 1986 | Giacomo Vismara Giulio Minelli                       | Mercedes-Benz           | Hans Heyer Winkler                                          | MAN                     | Salvador Cañellas Ferran                                    | Pegaso                  |
| 1987 | Jan de Rooy Geusens                                  | DAF                     | Karel Loprais Radomír Stachura Jaroslav Krpec               | Tatra                   | Jiří Moskal Jaroslav Joklík Pavel Záleský                   | LIAZ                    |
| 1988 | Karel Loprais Radomír Stachura Tomáš Mück            | Tatra                   | Jiří Moskal František Vojtíšek Pavel Záleský                | LIAZ                    | Lutz Bernau Bartman Kluge                                   | Tatra                   |
| 1989 | Categoria não disputada                              | Categoria não disputada | Categoria não disputada                                     | Categoria não disputada | Categoria não disputada                                     | Categoria não disputada |
| 1990 | Giorgio Villa Giorgio Delfino Claudio Vinante        | Perlini                 | Jacques Houssat Thierry De Saulieu Danilo Bottaro           | Perlini                 | Zdeněk Kahánek Jaroslav Krpec Havlík                        | Tatra                   |
| 1991 | Jacques Houssat Thierry de Saulieu Danilo Bottaro    | Perlini                 | Joel Tammeka Juhan Anupõld Enno Piirsalu                    | Kamaz                   | Karel Loprais Josef Kalina Radomír Stachura                 | Tatra                   |
| 1992 | Francesco Perlini Giorgio Albiero Claudio Vinante    | Perlini                 | Jacques Houssat Thierry de Saulieu Danilo Bottaro           | Perlini                 | Karel Loprais Josef Kalina Radomír Stachura                 | Tatra                   |
| 1993 | Francesco Perlini Giorgio Albiero Claudio Vinante    | Perlini                 | Jacques Houssat Sarlieve Diamante                           | Perlini                 | Gilbert Versino Gimbre Versino                              | Mercedes-Benz           |
| 1994 | Karel Loprais Radomír Stachura Josef Kalina          | Tatra                   | Yoshimasa Sugawara Shibata                                  | Hino                    | Jacques Marvy Pons Dujon                                    | Perlini                 |
| 1995 | Karel Loprais Radomír Stachura Josef Kalina          | Tatra                   | Yoshimasa Sugawara Shibata                                  | Hino                    | Vlastimil Buchtyár Milan Kořený Jaroslav Krpec              | Tatra                   |
| 1996 | Viktor Moskovskikh Skikh Kouzmin                     | Kamaz                   | Karel Loprais Tomáš Tomeček Radomír Stachura                | Tatra                   | Ladislav Fajtl Jiří Janoušek František Wurst                | Tatra                   |
| 1997 | Peter Reif Johann Deinhofer Roth                     | Hino                    | Yoshimasa Sugawara Naoko Matsumoto Katsumi Hamura           | Hino                    | Yoshimasa Sugawara Jean-Christophe Wagner Takeshi Hashimoto | Hino                    |
| 1998 | Karel Loprais Radomír Stachura Jan Čermák            | Tatra                   | Yoshimasa Sugawara Naoko Matsumoto Takashi Ushioda          | Hino                    | Milan Kořený Jaroslav Lamač Martin Kahánek                  | Tatra                   |
| 1999 | Karel Loprais Radomír Stachura Josef Kalina          | Tatra                   | Viktor Moskovskikh Vladimir Chagin Semen Yakubov            | Kamaz                   | André de Azevedo Tomáš Tomeček Leilane Neubarth             | Tatra                   |
| 2000 | Vladimir Chagin Semen Yakubov Sergey Savostin        | Kamaz                   | Karel Loprais Radomír Stachura Petr Gilar                   | Tatra                   | Firdaus Kabirov Aydar Belyaev Vladimir Goloub               | Kamaz                   |
| 2001 | Karel Loprais Josef Kalina Petr Hamerla              | Tatra                   | Yoshimasa Sugawara Seiichi Suzuki Teruhito Sugawara         | Hino                    | Peter Reif Gunther Pichlbauer Holger Hermann Roth           | MAN                     |
| 2002 | Vladimir Chagin Semen Yakubov Sergey Savostin        | Kamaz                   | Karel Loprais Josef Kalina Petr Hamerla                     | Tatra                   | Yoshimasa Sugawara Naoko Matsumoto Seiichi Suzuki           | Hino                    |
| 2003 | Vladimir Chagin Semen Yakubov Sergey Savostin        | Kamaz                   | André de Azevedo Tomáš Tomeček Jaromír Martinec             | Tatra                   | Firdaus Kabirov Aydar Belyaev Ilgizar Mardeev               | Kamaz                   |
| 2004 | Vladimir Chagin Semen Yakubov Sergey Savostin        | Kamaz                   | Firdaus Kabirov Aydar Belyaev Dzhamil Kamalov               | Kamaz                   | Gerard de Rooy Tom Colsoul Arno Slaats                      | DAF                     |
| 2005 | Firdaus Kabirov Aydar Belyaev Andrey Mokeev          | Kamaz                   | Yoshimasa Sugawara Katsumi Hamura                           | Hino                    | Giacomo Vismara Mario Cambiaghi Claudio Bellina             | Mercedes-Benz           |
| 2006 | Vladimir Chagin Semen Yakubov Sergey Savostin        | Kamaz                   | Hans Stacey Charly Gotlib Bernard der Kinderen              | MAN                     | Firdaus Kabirov Aydar Belyaev Andrey Mokeev                 | Kamaz                   |
| 2007 | Hans Stacey Charly Gotlib Bernard der Kinderen       | MAN                     | Ilgizar Mardeev Aydar Belyaev Eduard Nikolaev               | Kamaz                   | Aleš Loprais Petr Gilar                                     | Tatra                   |
| 2008 | Rali cancelado                                       | Rali cancelado          | Rali cancelado                                              | Rali cancelado          | Rali cancelado                                              | Rali cancelado          |
| 2009 | Firdaus Kabirov Aydar Belyaev Andrey Mokeev          | Kamaz                   | Vladimir Chagin Sergey Savostin Eduard Nikolaev             | Kamaz                   | Gerard de Rooy Tom Colsoul Marcel van Melis                 | GINAF                   |
| 2010 | Vladimir Chagin Sergey Savostin Eduard Nikolaev      | Kamaz                   | Firdaus Kabirov Aydar Belyaev Andrey Mokeev                 | Kamaz                   | Marcel van Vliet Herman Vaanholt Gerard van Veenendaal      | GINAF                   |
| 2011 | Vladimir Chagin Sergey Savostin Ildar Shaysultanov   | Kamaz                   | Firdaus Kabirov Aydar Belyaev Andrey Mokeev                 | Kamaz                   | Eduard Nikolaev Viatcheslav Mizyukaev Vladimir Rybakov      | Kamaz                   |
| 2012 | Gerard de Rooy Tom Colsoul Dariusz Rodewald          | Iveco                   | Hans Stacey Hans van Goor Bernard der Kinderen              | Iveco                   | Artur Ardavichus Alexey Kuzmich Nurlan Turlubaev            | Kamaz                   |
| 2013 | Eduard Nikolaev Sergey Savostin Vladimir Rybakov     | Kamaz                   | Airat Mardeev Aydar Belyaev Anton Mirniy                    | Kamaz                   | Andrey Karginov Andrey Mokeev Igor Devyatkin                | Kamaz                   |
| 2014 | Andrey Karginov Andrey Mokeev Igor Devyatkin         | Kamaz                   | Gerard de Rooy Tom Colsoul Darek Rodewald                   | Iveco                   | Eduard Nikolaev Sergey Savostin Vladimir Rybakov            | Kamaz                   |
| 2015 | Airat Mardeev Aydar Belyaev Dmitriy Svistunov        | Kamaz                   | Eduard Nikolaev Evgeny Yakovlev Vladimir Rybakov            | Kamaz                   | Andrey Karginov Andrey Mokeev Igor Leonov                   | Kamaz                   |
| 2016 | Gerard de Rooy Moisès Torrallardona Darek Rodewald   | Iveco                   | Airat Mardeev Aydar Belyaev Dmitriy Svistunov               | Kamaz                   | Federico Villagra Jorge Pérez Companc Andrés Memi           | Iveco                   |
| 2017 | Eduard Nikolaev Evgeny Yakovlev Vladimir Rybakov     | Kamaz                   | Dmitry Sotnikov Ruslan Akhmadeev Igor Leonov                | Kamaz                   | Gerard de Rooy Moisès Torrallardona Darek Rodewald          | Iveco                   |
| 2018 | Eduard Nikolaev Evgeny Yakovlev Vladimir Rybakov     | Kamaz                   | Siarhei Viazovich Pavel Haranin Andrei Zhyhulin             | MAZ                     | Airat Mardeev Aydar Belyaev Dmitriy Svistunov               | Kamaz                   |
| 2019 | Eduard Nikolaev Evgeny Yakovlev Vladimir Rybakov     | Kamaz                   | Dmitry Sotnikov Dmitry Nikitin Ilnur Mustafin               | Kamaz                   | Gerard de Rooy Moisès Torrallardona Darek Rodewald          | Iveco                   |
| 2020 | Andrey Karginov Andrey Mokeev Igor Leonov            | Kamaz                   | Anton Shibalov Dmitry Nikitin Ivan Tatarinov                | Kamaz                   | Siarhei Viazovich Pavel Haranin Anton Zaparoshchanka        | MAZ                     |
| 2021 | Dmitry Sotnikov Ruslan Akhamadeev Ilgiz Akhmetzianov | Kamaz                   | Anton Shibalov Dmitri Nikitin Ivan Tatarinov                | Kamaz                   | Airat Mardeev Dmitry Svistunov Akhmet Galiautdinov          | Kamaz                   |
| 2022 | Dmitry Sotnikov Ruslan Akhamadeev Ilgiz Akhmetzianov | Kamaz                   | Eduard Nikolaev Evgeny Yakovlev Vladimir Rybakov            | Kamaz                   | Anton Shibalov Dmitri Nikitin Ivan Tatarinov                | Kamaz                   |
| 2023 | Janus van Kasteren Darek Rodewald Marcel Snijders    | Iveco                   | Martin Macík František Tomášek David Švanda                 | Iveco                   | Martin van den Brink Erik Kofman Rijk Mouw                  | Iveco                   |
| 2024 | Martin Macík František Tomášek David Švanda          | Iveco                   | Aleš Loprais Jaroslav Valtr Jr Jiří Stross                  | Praga                   | Mitchel van den Brink Jarno van de Pol Moises Torrallardona | Iveco                   |
| 2025 | Martin Macík František Tomášek David Švanda          | Iveco                   | Mitchel van den Brink Moises Torrallardona Jarno van de Pol | Iveco                   | Aleš Loprais David Kripal Darek Rodewald                    | Iveco                   |

### Quads
| Ano  | 1º                   | 1º            | 2º                      | 2º            | 3º                   | 3º            |
| Ano  | Piloto               | Quad          | Piloto                  | Quad          | Piloto               | Quad          |
| ---- | -------------------- | ------------- | ----------------------- | ------------- | -------------------- | ------------- |
| 2009 | Josef Macháček       | Yamaha        | Marcos Patronelli       | Can-Am        | Rafał Sonik          | Yamaha        |
| 2010 | Marcos Patronelli    | Yamaha        | Alejandro Patronelli    | Yamaha        | Juan Manuel González | Yamaha        |
| 2011 | Alejandro Patronelli | Yamaha        | Sebastián Halpern       | Yamaha        | Łukasz Łaskawiec     | Yamaha        |
| 2012 | Alejandro Patronelli | Yamaha        | Marcos Patronelli       | Yamaha        | Tomas Maffei         | Yamaha        |
| 2013 | Marcos Patronelli    | Yamaha        | Ignacio Casale          | Yamaha        | Rafał Sonik          | Yamaha        |
| 2014 | Ignacio Casale       | Yamaha        | Rafał Sonik             | Yamaha        | Sebastian Husseini   | Honda         |
| 2015 | Rafał Sonik          | Yamaha        | Jeremías González       | Yamaha        | Walter Nosiglia      | Honda         |
| 2016 | Marcos Patronelli    | Yamaha        | Alejandro Patronelli    | Yamaha        | Brian Baragwanath    | Yamaha        |
| 2017 | Sergey Karyakin      | Yamaha        | Ignacio Casale          | Yamaha        | Pablo Copetti        | Yamaha        |
| 2018 | Ignacio Casale       | Yamaha        | Nicolás Cavigliasso     | Yamaha        | Jeremías González    | Yamaha        |
| 2019 | Nicolás Cavigliasso  | Yamaha        | Jeremías González       | Yamaha        | Gustavo Gallego      | Yamaha        |
| 2020 | Ignacio Casale       | Yamaha        | Simon Vitse             | Yamaha        | Rafał Sonik          | Yamaha        |
| 2021 | Manuel Andújar       | Yamaha        | Giovanni Enrico         | Yamaha        | Pablo Copetti        | Yamaha        |
| 2022 | Alexandre Giroud     | Yamaha        | Francisco Moreno        | Yamaha        | Kamil Wiśniewski     | Yamaha        |
| 2023 | Alexandre Giroud     | Yamaha        | Francisco Moreno Flores | Yamaha        | Pablo Copetti        | Yamaha        |
| 2024 | Manuel Andújar       | Yamaha        | Alexandre Giroud        | Yamaha        | Juraj Varga          | Yamaha        |
| 2025 | Não atribuída        | Não atribuída | Não atribuída           | Não atribuída | Não atribuída        | Não atribuída |

### SSVs (UTVs até 2022)
| Ano  | 1º                                                  | 1º      | 2º                                                  | 2º      | 3º                                                  | 3º      |
| Ano  | Equipa                                              | Marca   | Equipa                                              | Marca   | Equipa                                              | Marca   |
| ---- | --------------------------------------------------- | ------- | --------------------------------------------------- | ------- | --------------------------------------------------- | ------- |
| 2017 | Leandro Torres Lourival Roldan                      | Polaris | Wang Fujiang Li Wei                                 | Polaris | Ravil Maganov Kirill Shubin                         | Polaris |
| 2018 | Reinaldo Varela Gustavo Gugelmin                    | Can-Am  | Patrice Garrouste Steven Griener                    | Polaris | fr Szymon Gospodarczyk                              | Polaris |
| 2019 | Francisco "Chaleco" López Alvaro Quintanilla        | Can-Am  | Gerard Farrés Daniel Oliveras                       | Can-Am  | Reinaldo Varela Gustavo Gugelmin                    | Can-Am  |
| 2020 | Casey Currie Sean Berriman                          | Can-Am  | Sergey Karyakin Anton Vlasiuk                       | Can-Am  | Francisco López Contardo Juan Pablo Latrach Vinagre | Can-Am  |
| 2021 | Francisco Lopez Contardo Juan Pablo Latrach Vinagre | Can-Am  | Austin Jones Gustavo Gugelmin                       | Can-Am  | Aron Domżała Maciej Marton                          | Can-Am  |
| 2022 | Austin Jones Gustavo Gugelmin                       | Can-Am  | Gerard Farrés Diego Ortega Gil                      | Can-Am  | Rokas Baciuška Oriol Mena                           | Can-Am  |
| 2023 | Eryk Goczał Oriol Mena                              | Can-Am  | Rokas Baciuška Oriol Vidal Montijano                | Can-Am  | Marek Goczał Maciej Marton                          | Can-Am  |
| 2024 | Xavier de Soultrait Martin Bonnet                   | Polaris | Jérôme de Sadeleer Michaël Metge                    | Can-Am  | Yasir Seaidan Adrien Metge                          | Can-Am  |
| 2025 | Brock Heger [[Max Eddy                              | Polaris | Francisco López Contardo Juan Pablo Latrach Vinagre | Can-Am  | Alexandre Pinto Bernardo Oliveira                   | Can-Am  |

### Light Prototypes
| Ano  | 1º                                                  | 1º     | 2º                                 | 2º     | 3º                                   | 3º           |
| Ano  | Equipa                                              | Marca  | Equipa                             | Marca  | Equipa                               | Marca        |
| ---- | --------------------------------------------------- | ------ | ---------------------------------- | ------ | ------------------------------------ | ------------ |
| 2021 | Josef Macháček Pavel Vyoral                         | Can-Am | Camelia Liparoti Annett Fischer    | Yamaha | Philippe Pinchedez Vincent Ferri     | Pinch Racing |
| 2022 | Francisco Lopez Contardo Juan Pablo Latrach Vinagre | Can-Am | Sebastian Eriksson Wouter Rosegaar | Can-Am | Cristina Gutiérrez Francois Cazalet  | OT3          |
| 2023 | Austin Jones Gustavo Gugelmin                       | Can-Am | Seth Quintero Dennis Zenz          | Can-Am | Guillaume De Mévius François Cazalet | OT3          |
| 2024 | Cristina Gutiérrez Pablo Moreno Huete               | Taurus | Mitch Guthrie Kellon Walch         | Taurus | Rokas Baciuška Oriol Vidal Montijano | Can-Am       |
| 2025 | Nicolas Cavigliasso Valentina Pertegarini           | Taurus | Gonçalo Guerreiro Cadu Sachs       | Taurus | Pau Navarro Lisandro Sisterna        | Taurus       |

### Clássicos
| Ano  | 1º                                    | 1º                        | 2º                                    | 2º                        | 3º                                            | 3º                       |
| Ano  | Equipa                                | Marca                     | Equipa                                | Marca                     | Equipa                                        | Marca                    |
| ---- | ------------------------------------- | ------------------------- | ------------------------------------- | ------------------------- | --------------------------------------------- | ------------------------ |
| 2021 | Marc Douton Emilien Etienne           | Sunhill Buggy             | Juan Donatiu Pere Serrat Puig         | Mitsubishi Montero        | Lilian Harichoury Luc Fertin Laurent Correia  | Renault Trucks           |
| 2022 | Serge Mogno Florent Drulhon           | Toyota Land Cruiser HDJ80 | Arnaud Euvrard Adeline Euvrard        | Mercedes ML               | Jesus Fuster Pliego Juan Carlos Ramirez Moure | Mercedes G-320           |
| 2023 | Juan Morera Lidia Ruba                | Toyota Land Cruiser HDJ80 | Carlos Santaolalla Aran Sol I Juanola | Toyota Land Cruiser HDJ80 | Paolo Bedeschi Daniele Bottallo               | Toyota Land Cruiser BJ71 |
| 2024 | Carlos Santaolalla Aran Sol I Juanola | Toyota Land Cruiser HDJ80 | Lorenzo Traglio Rudy Briani           | Nissan Pathfinder         | Paolo Bedeschi Daniele Bottallo               | Toyota Land Cruiser BJ71 |
| 2025 | Carlos Santaolalla Aran Sol I Juanola | Toyota Land Cruiser HDJ80 | Lorenzo Traglio Rudy Briani           | Nissan Terrano Pick-Up    | Karolis Raisys Ignas Daunoravicius            | Land-Rover Series III    |

### Vitórias múltiplas  por piloto
| Rank | Piloto                   | Anos                                                                                                | Vitórias | Categorias             |
| ---- | ------------------------ | --------------------------------------------------------------------------------------------------- | -------- | ---------------------- |
| 1    | Stéphane Peterhansel     | 1991, 1992, 1993, 1995, 1997, 1998 (Motos), 2004, 2005, 2007, 2012, 2013, 2016, 2017, 2021 (Carros) | 14       | Motos / Carros         |
| 2    | Vladimir Chagin          | 2000, 2002, 2003, 2004, 2006, 2010, 2011                                                            | 7        | Camiões                |
| 3    | Karel Loprais            | 1988, 1994, 1995, 1998, 1999, 2001                                                                  | 6        | Camiões                |
| 4    | Cyril Neveu              | 1979, 1980, 1982, 1986, 1987                                                                        | 5        | Motos                  |
| 4    | Cyril Despres            | 2005, 2007, 2010, 2012, 2013                                                                        | 5        | Motos                  |
| 4    | Marc Coma                | 2006, 2009, 2011, 2014, 2015                                                                        | 5        | Motos                  |
| 4    | Nasser Al-Attiyah        | 2011, 2015, 2019, 2022, 2023                                                                        | 5        | Carros                 |
| 8    | Ari Vatanen              | 1987, 1989, 1990, 1991                                                                              | 4        | Carros                 |
| 8    | Edi Orioli               | 1988, 1990, 1994, 1996                                                                              | 4        | Motos                  |
| 8    | Eduard Nikolaev          | 2013, 2017, 2018, 2019                                                                              | 4        | Camiões                |
| 8    | Carlos Sainz             | 2010, 2018, 2020, 2024                                                                              | 4        | Carros                 |
| 12   | Hubert Auriol            | 1981, 1983 (Motos), 1992 (Carros)                                                                   | 3        | Motos / Carros         |
| 12   | René Metge               | 1981, 1984, 1986                                                                                    | 3        | Carros                 |
| 12   | Pierre Lartigue          | 1994, 1995, 1996                                                                                    | 3        | Carros                 |
| 12   | Richard Sainct           | 1999, 2000, 2003                                                                                    | 3        | Motos                  |
| 12   | Marcos Patronelli        | 2010, 2013, 2016                                                                                    | 3        | Quads                  |
| 12   | Ignacio Casale           | 2014, 2018, 2020                                                                                    | 3        | Quads                  |
| 12   | Francisco López Contardo | 2019, 2021 (SSV), 2022 (Light Prototypes)                                                           | 3        | SSV / Light Prototypes |
| 19   | Georges Groine           | 1982, 1983                                                                                          | 2        | Camiões                |
| 19   | Gaston Rahier            | 1984, 1985                                                                                          | 2        | Motos                  |
| 19   | Francesco Perlini        | 1992, 1993                                                                                          | 2        | Camiões                |
| 19   | Jean-Louis Schlesser     | 1999, 2000                                                                                          | 2        | Carros                 |
| 19   | Fabrizio Meoni           | 2001, 2002                                                                                          | 2        | Motos                  |
| 19   | Hiroshi Masuoka          | 2002, 2003                                                                                          | 2        | Carros                 |
| 19   | Nani Roma                | 2004 (Motos), 2014 (Carros)                                                                         | 2        | Motos / Carros         |
| 19   | Firdaus Kabirov          | 2005, 2009                                                                                          | 2        | Camiões                |
| 19   | Alejandro Patronelli     | 2011, 2012                                                                                          | 2        | Quads                  |
| 19   | Gerard de Rooy           | 2012, 2016                                                                                          | 2        | Camiões                |
| 19   | Toby Price               | 2016, 2019                                                                                          | 2        | Motos                  |
| 19   | Andrey Karginov          | 2014, 2020                                                                                          | 2        | Camiões                |
| 19   | Sam Sunderland           | 2017, 2022                                                                                          | 2        | Motos                  |
| 19   | Dmitry Sotnikov          | 2021, 2022                                                                                          | 2        | Camiões                |
| 19   | Kevin Benavídes          | 2021, 2023                                                                                          | 2        | Motos                  |
| 19   | Austin Jones             | 2022 (SSV), 2023 (Light Prototypes)                                                                 | 2        | SSV/Light Prototypes   |
| 19   | Alexandre Giroud         | 2022, 2023                                                                                          | 2        | Quads                  |
| 19   | Ricky Brabec             | 2020, 2024                                                                                          | 2        | Motos                  |
| 19   | Manuel Andújar           | 2021, 2024                                                                                          | 2        | Quads                  |
| 19   | Martin Macík             | 2024, 2025                                                                                          | 2        | Camiões                |

## Lista de participantes portugueses
| Motos - Mário Patrão - Luis Ferreira - João Rosa - António Lopes - Pedro Amado - Bernardo Vilar - Paulo Marques - José Ribeiro - José Manuel Megre - Elisabete Jacinto - Carlos Ala - Ricardo Leal dos Santos (em quad) - João Nazaré (em quad) - Alexandre Oliveira (em quad) - António Ventura (em quad) - Miguel Farrajota - Mário Brás - Pedro Machado - Paulo Gonçalves - Hélder Rodrigues - Ruben Faria - Rodrigo Amaral - Pedro Bianchi Prata - Pedro Oliveira - Vitor Oliveira - Nuno Mateus - Ricardo Pina - José Henrique - Rui Oliveira - João Rolo (2008 prova cancelada) - Nuno Santos (2008 prova cancelada) - Paulo Cardoso (2008 prova cancelada) | Carros/Camiões - Pedro Vilas Boas - Diogo Amado - Pedro Cortês - Manuel Romão - José Megre - Joaquim Miranda - Jorge Mira Amaral - João Teixeira Gomes - Vitor Paula Cardoso - Carlos Barbosa (Tucha) - Silvino Alves - Teresa Cupertino de Miranda - Francisco Sande e Castro - Cristovão Leitão - Duarte Guedes - Tiago Monteiro - Carlos Sousa - João Luz - Joana Lemos - Francisco Esperto - Teles Fortes - Luis Sá Couto - José Ribeiro - Paulo Camacho - Santinho Mendes | - Bernardo Vilar - Paulo Marques - Elisabete Jacinto - Céu Pires de Lima - Miguel Barbosa - Miguel Ramalho - Filipe Palmeiro - Adélio Machado - Ricardo Leal dos Santos - Rui Benedi - Nuno Inocêncio - Jaime Santos - Lino Carrapeta - Ricardo Corticadas - Francisco Inocêncio - Paulo Fiúza - Pedro Gameiro - Jéssica Sousa - Madalena Antas - Mário Ferreira - António Milheiro - Luís Ferreira - Rodrigo Amaral - Álvaro Velhinho - Rui Porêlo - Carlos Oliveira |

## Lista de participantes brasileiros
| Edição 2017 Motos - Ricardo Martins (Yamaha) - Richard Filter (Honda) - Gregório Caselani (Honda) Edição 2012 - Jose Hélio Rodrigues Filho (n.26 moto Huqsvarna) - Felipe Zanol (n.28 Moto KTM) - Ike Klaumann (n.37 moto Huqsvarna) - Dimas Mattos (n.61 moto KTM) - Denisio Nascimento (n.89 Moto KTM) - Vicente de Benedictis Neto (n.104 Moto Honda) - Arndt Budweg (N.109 Moto KTM) - Jean Azevedo e Emerson Cavassin (Bina) (N.327 carro Nissan Navarra) - Guilherme Spinelli e Youssef Haddad (n.311 carro Mitsubishi Lancer) - Andre Azevedo e Maykel Justo (n.512 caminhão Tatra) - Marlon Koerich / Emerson Cavassin Edição 2011 Motos - Jean Azevedo - Jose Hélio Rodrigues Filho - Vicente De Benedictis Edição 2010 Motos - Rodolfo Matheis - Carlos Ambrosio - Vicente De Benedictis - Bernardo Bonjean - Tiago Fantozzi Carros - Mauricio Neves / Clecio Maestrelli - Guilherme Spinelli / Felipe Palmeiro (Português) - Julio Bonache / Lourival Roldan - Reinaldo Varella / Erley Ayala - Klever Kolberg e Giovani Godoy - Sérgio Williams e Rodrigo König - Andre Azevedo e Maykel Justo (n.512 caminhão Tatra) - Jean Azevedo e Emerson Cavassin (Bina) Edição 2009 Motos - Jean de Azevedo - Rodolfo Mathiens - Sylvio Barros - Zé Hélio Rodrigues Filho Carros - Guilherme Spinelli, Piloto - Marcelo Vivolo, Navegador - Paulo Nobre "Palmeirinha", Piloto - Paulo Pichini, Piloto - Lourival Roldan, Navegador - Sérgio Williams, Piloto - Rodrigo Konig, Navegador Camiões - André de Azevedo, Piloto - Maykel Justo, Navegador - Giovani Godoy , navegador no caminhao T4 da Mitsubishi Edição 2008 - O Dakar foi concelado antes da largada - Joao Antonio Franciosi faria sua estreia no Dakar pela equipe Petrobras/Lubrax c/Lourival Roldan | Antigos Participantes - . Armando Pires Neto (motos 2002) n 53. KTM - Klever Kolberg, (1988-2007, 2010) Piloto/Carros e Motos - Eduardo Bampi, (2006-2007) Navegador/Carros - Lourival Roldan, (2003-2005, 2007, 2009, 2010) Navegador/Carros - Riamburgo Ximenes(2007), Piloto/Carros - Arilo Alencar e Alexandre Thomaz (carros) - Paulo Nobre (Palmeirinha) e Dico Teixeira (2006) - Caca Clauset (2000, 2001) c/ os navegadores Amir Klink (2000)e Jorge Nieckle (2001) - Reinaldo Varela (2000,2001,2010) - Alberto Fadigatti (2000 e 2001) - Arnoldo Silveira Júnior e Gabriel Galdino, Roberto Macedo e Marcos Ermírio de Moraes(2000) - Joaquim Gouveia Rodrigues, o Juca Bala, Motos - Dimas Mattos, Motos - Carlos Ambrósio, Motos - Leilane Neubarth, Jornalista e Navegadora/Caminhão |